# Peperomia brasiliensis
Peperomia brasiliensis är en pepparväxtart som först beskrevs av Friedrich Anton Wilhelm Miquel, och fick sitt nu gällande namn av Friedrich Anton Wilhelm Miquel. Peperomia brasiliensis ingår i släktet peperomior, och familjen pepparväxter. Inga underarter finns listade i Catalogue of Life.